# بلدية سيسيان (أرمينيا)
بلدية سيسيان  أو مجتمع سيسيان (بالأرمنية: Սիսիան Համայնք)‏: هو مجتمع حضري وتقسيم إداري لمقاطعة سيونيك في أرمينيا، في جنوب البلاد. تتكون من مجموعة من المستوطنات، ومركزها الإداري هو بلدة سيسيان.